# Joe Dundee
Salvatore Lazzara, meglio noto come Joe Dundee (Palermo, 16 agosto 1903 – Baltimora, 31 marzo 1982), è stato un pugile statunitense.
Di famiglia italoamericana, iniziò a boxare come professionista nel 1919 con un esordio poco promettente. I due primi match terminarono, infatti, con altrettante sconfitte, che tuttavia non lo scoraggiarono.
Nel 1922 incontrò il grande campione Kid Williams, perdendo per squalifica al 10º round.
Nel 1926, al Madison Square Garden di New York sconfisse nientemeno che l'ex campione mondiale dei welter e futuro campione mondiale dei medi Mickey Walker per KOT all'8º round, e, il 3 giugno 1927, dopo aver accumulato un record di tutto rispetto che lo aveva portato ai vertici mondiali della propria categoria, sfidò il campione mondiale dei welter Pete Latzo. L'incontro si svolse al Polo Grounds di New York e terminò con la vittoria di Dundee ai punti in 15 round.
Dundee mantenne il titolo per un paio d'anni, perdendolo il 25 luglio 1929, per squalifica al 2º round, contro Jackie Fields.
Fu il pugile preferito dei fratelli Mirena, Chris e Angelo, che scelsero Dundee come pseudonimo.